# 오하드 브레스
오하드 브레스(아일랜드어: Eochaid Bres→아름다운 오하드)는 켈트 신화의 신 중 하나로, 투어허 데 다넌의 왕이었다. 브레스는 마족 포워르의 왕자 엘라하의 아들이다.
| 전임 오하드 막 에르크 | 에린의 지고왕 AFM 기원전 1897년 ~ 기원전 1890년 FFE 기원전 1477년 ~ 기원전 1470년 | 후임 누아다 아르게틀람 |